# Giovanni Battista Lalli
Giovanni Battista Lalli (né le 1er juillet 1572 à Norcia et mort le 6 février 1637 dans la même ville) était un poète et écrivain italien.

## Biographie
Giovanni Battista Lalli naquit à Norcia, ville de l’Ombrie, en 1572. Quoique la poésie italienne fût son occupation favorite, il ne laissa pas cependant de cultiver de plus sérieuses études, particulièrement celle de la jurisprudence. Ses connaissances dans le droit public engagèrent les cours de Parme et de Rome à l’employer à diverses négociations auprès de plusieurs gouvernements d’Italie. Peu avide de renommée, il bornait sa gloire au suffrage de ses amis ; et ce fut autant pour leur plaisir que pour le sien qu’il composa les ouvrages qui ont assuré sa réputation. Il cultiva d’abord la poésie sérieuse ; et ses ouvrages en ce genre, parmi lesquels on remarque surtout Il Tito Vespasiano, ossia la Gerusalemme desolata, poème épique en quatre chants, lui ont assigné un rang distingué parmi les bons poètes de son siècle. Mais le caractère de son esprit le portait de préférence vers la poésie badine ; ses épitres plaisantes (Pistole giocose in terza rima) et ses ouvrages plus étendus, intitulés La Moscheide o Domiziano il Moschicida (Domitien le destructeur des mouches) poème en quatre chants ; la Franceide, ossia il Mal francese poème en six chants, publié pour la première fois à Foligno, en 1629, et dédié au prince Édouard Farnèse, duc de Parme, sont comptés parmi les meilleures productions de ce genre que possède l’Italie, déjà si riche en ouvrages de cette espèce. Il voulut encore traduire en vers burlesques quelques-unes des poésies de Pétrarque, et l’Énéide de Virgile, qu’il publia en 1633, sous le titre d’Eneide travestita ; et si le sel des plaisanteries, la facilité de la versification, la gaieté, qualité indispensable dans ce genre de poésie, peuvent faire excuser la parodie d’ouvrages graves et sérieux, personne mieux que Lalli n’a mérité d’obtenir le suffrage des lecteurs. Le seul reproche qu’on ait justement à lui adresser, c’est de s’être quelquefois servi d’expressions qui n’ont pas toute la pureté désirable, et qui ont empêché ces ouvrages d’être placés parmi ceux que les Italiens appellent testi di lingua, c’est-à-dire qui font autorité pour la langue. C’est à Rome que Lalli commença son Énéide, à la prière de plusieurs de ses amis, et surtout d’Antonio Querenghi ; il la termina au bout de huit mois à Foligno, où il était allé, en qualité de podestat. Ménage, dans la Leçon qu’il a faite sur le septième sonnet de Pétrarque, parle avec peu d’estime de cette Énéide et des autres poésies badines de Lalli, et avance que c’est avec peu de succès qu’il a écrit dans ce genre. Ce jugement est peut-être trop sévère ; mais il devient injuste si on l’applique aux autres poèmes de Lalli. Dans la Franceide, ou le Mal français, il a su éviter le plus grand écueil que présentait son sujet, en n’offrant jamais une image qui pût blesser le lecteur le plus délicat. Ce n’est point un poème didactique ; il est entièrement épique. C’est Junon qui, pour se venger de Vénus, introduit ce mal en Europe. Il se manifeste d’abord en Italie, où les Français faisaient la guerre sous la conduite de Louis XII. Les Français appellent ce fléau mal napolitain ; les Italiens le nomment mal français. Des champions sont choisis de chaque côté ; les Français sont vaincus et leur nom demeure à la maladie. Les vainqueurs sont envoyés en Amérique par Vénus, pour y chercher le bois de gaïac, qui doit guérir ce mal. Après plusieurs dangers qu’ils surmontent, les chevaliers de Vénus reviennent en Italie, malgré une tempête horrible suscitée par Junon. Dans toutes les contrées de l’Italie et de l’Europe on les accable de présents, en échange du bois précieux qu’ils ont rapporté ; et Junon même se laisse apaiser par Jupiter. Tel est ce poème, dont l’action et le merveilleux offrent, comme on voit, peu d’imagination ; mais il y a une foule de détails plaisants, écrits avec facilité et une certaine élégance. Le poème de la Moschéide est supérieur sous tous les rapports ; en voici le sujet en peu de mots. L’empereur Domitien est amoureux d’Olinde, qui résiste à sa passion ; en proie au désespoir, il vient chercher le repos dans les jardins du palais et s’endort. Un songe est sur point de le rendre heureux, lorsqu’il est réveillé par la piqûre d’une mouche. Il se venge sur toutes celles qu’il aperçoit, et leur déclare la guerre par un édit. A cette nouvelle, le roi des mouches, Raspon, déclare de son côté à Domitien une guerre à mort ; et, à ses ordres, toutes les espèces de mouches se réunissent, les guêpes, les cousins, les taons, etc. ; il les passe en revue, et après une délibération sérieuse, la guerre est résolue, et toute l’armée de mouches se dirige sur Rome. Domitien, de son côté, se prépare à la guerre. Un combat général s’engage ; et le poète en fait une description homérique, où l’on remarque une foule de détails pleins d’imagination, de chaleur et de poésie. Cette description brille surtout par cette verve comique qui distingue le génie italien, et qu’il faut bien se garder de confondre avec le burlesque de Scarron, genre de plaisanterie ignoble dont Boileau a fait justice. Enfin, après plusieurs incidents ou sérieux ou plaisants, la guerre se termine par la mort de Domitien, massacré par les Romains révoltés. Si dans ses poésies Lalli est quelquefois incorrect et négligé, il est en général recommandable par sa gaieté, sa verve et son naturel : on y voit peu de ces concetti qui déshonorent la plupart des écrits des auteurs appelés seicentisti, ou qui ont vécu de 1600 à 1700 ; il se rapproche davantage des bons modèles. Son poème de la Gerusalemme desolata prouve surtout que, s’il avait voulu consacrer ses loisirs à la haute poésie, il y eût obtenu un veritable succès. Lalli mourut à Norcia le 3 février 1637. Ses poésies ont été réunies sous ce titre : Opere poetiche del dottor G. B. Lalli, cioè la Franceide, la Moscheide, Gerusalemme desolata, Rime giocose, Rime del Petrarca in stil burlesco, etc. Milan, 1630, 1 vol. in-12 en deux parties. Jacobilli cite encore de lui : Montani secessus perigraphi, Foligno, 1624, in-4°, omis par Niceron, (t. 33, p. 12), et d’autres ouvrages peu importants ou demeurés manuscrits.